# Akari Kitō
Akari Kitō (jap. 鬼頭 明里 Kitō Akari; ur. 16 października 1994 w Nagoi w prefekturze Aichi) – japońska piosenkarka i seiyū. Zadebiutowała grając główną rolę w Time Bokan 24 w roku 2017.

## Filmografia

### Seriale i filmy anime
| Rok  | Tytuł                                        | Rola                    | Źródło |
| ---- | -------------------------------------------- | ----------------------- | ------ |
| 2014 | Wilczyca i czarny książę                     | Kana Yajima             | [ 2 ]  |
| 2014 | Yūki Yūna wa yūsha de aru                    | uczennica A             | [ 2 ]  |
| 2016 | Erased – Miasto, z którego zniknąłem         | Hiromi Sugita (dziecko) | [ 3 ]  |
| 2017 | Blend S                                      | Kaho Hinata             | [ 2 ]  |
| 2017 | Tsurezure Children                           | Kana Iijima             | [ 4 ]  |
| 2017 | Yōkoso jitsuryoku shijō shugi no kyōshitsu e | Suzune Horikita         | [ 5 ]  |
| 2018 | Tales Of Wedding Rings                       |                         | [ 6 ]  |
| 2018 | Lostorage conflated WIXOSS                   |                         | [ 7 ]  |
| 2019 | Miecz zabójcy demonów – Kimetsu no Yaiba     | Nezuko Kamado           | [ 8 ]  |
| 2019 | Watashi ni tenshi ga maiorita!               | Noa Himesaka            | [ 9 ]  |
| 2019 | Hello Wego!                                  |                         | [ 10 ] |
| 2020 | Adachi to Shimamura                          | Sakura Adachi           | [ 11 ] |
| 2020 | Love Live! Nijigasaki High School Idol Club  | Kanata Konoe            | [ 12 ] |
| 2020 | Hanako, duch ze szkolnej toalety             | Nene Yashiro            | [ 13 ] |
| 2020 | Kimetsu no Yaiba: Mugen Ressha-hen           | Nezuko Kamado           | [ 14 ] |
| 2020 | Tonikaku kawaii                              | Tsukasa                 | [ 15 ] |
| 2020 | Ninja-Gum is Born                            |                         | [ 16 ] |
| 2021 | Niepokonana Jahy                             | Su                      |        |
| 2021 | Tsuki ga michibiku isekai dōchū              | Mio                     | [ 17 ] |
| 2021 | Deemo: Memorial Keys                         | Sania                   | [ 18 ] |
| 2021 | Rodzinka rządzi                              |                         | [ 19 ] |

## Dyskografia
Wydała kila singli oraz dwa albumy minialbum pod tytułem "Kaleidoscope" (2021.08.04) oraz "Luminous" (2022.10.12)